# Marcin Szawerna
Marcin Rudolf Szawerna OFM (ur. 6 grudnia 1912 w Dellwig-Borbeck w Westfalii, zm. 23 grudnia 1979 w Siemianowicach Śląskich) − polski franciszkanin, kapelan wojskowy, duszpasterz polonijny, major Wojska Polskiego.

## Życiorys
Urodził się w polskiej rodzinie górnika Konrada i Marii zd. Piprek w Dellwig-Borbeck w Westfalii 6 grudnia 1912. Po odrodzeniu się Rzeczypospolitej Polskiej po I wojnie światowej rodzina osiadła w Rogowie. Rudolf Szawerna wstąpił do franciszkanów w Prowincji Wniebowzięcia NMP w Katowiach-Panewnikach w 1931. Studiował filozofię i teologię w domach zakonnych w Osiecznej i we Wronkach. Po złożeniu ślubów wieczystych przyjął święcenia kapłańskie 26 września 1937.
Najpierw był wychowawcą w niższym seminarium w Kobylinie. W lipcu 1939 wyjechał do diecezji pińskiej, gdzie rozpoczął pracę w Torokaniach w parafii unickiej. Wraz z wybuchem wojny wrócił na Górny Śląsk do Rybnika, skąd przez Węgry w 1940 trafił do Jugosławii. Wraz ze współbraćmi oo. Fabianem Waculikiem i Bogumiłem Hermenegildem Pallą wyjechał do Syrii. Wstąpił do Armii Polskiej. Jako kapelan 2 Brygady 3 Dywizji Strzelców Karpackich towarzyszył żołnierzom podczas walk w Egipcie, Libii i we Włoszech, m.in. pod Monte Cassino, gdzie był ranny. Gen. Tadeusz Bór-Komorowski mianował go w 1946 majorem.
Po II wojnie światowej pracował wśród Polonii w Cleveland w Ohio w latach 1946-1953. Następnie duszpasterzował w Kanadzie: Winnipeg, Barry's Bay i w Vancouver. Do ojczyzny powrócił 3 listopada 1958. Był szykanowany przez władze komunistyczne. Pracował w Panewnikach, w Poznaniu-Bożym Ciele, w Osiecznej, w Kobylinie i Rybniku. W 1973 odwiedził jeszcze parafię w Cleveland z okazji 100. rocznicy jej istnienia. Zmarł 23 grudnia 1979 w szpitalu w Siemianowicach Śląskich. Został pochowany na cmentarzu w kwaterze franciszkańskiej w Rybniku.